# Seweryn Jaworski
Seweryn Ryszard Jaworski (ur. 22 maja 1931 w Warszawie) – polski opozycjonista i działacz związkowy.

## Życiorys
W 1950 ukończył liceum ogólnokształcące. W latach 1950–1952 pracował jako robotnik w Zakładach Aparatury Elektronicznej im. Georgi Dymitrowa. Od 1954 do 1964 był nauczycielem. W latach 1970–1981 pracował w Hucie Warszawa.
Od 1952 był członkiem PZPR i pierwszym sekretarzem POP w Szkole Szkutniczej w Pucku. W 1956 został z partii usunięty. Od września 1980 był wiceprzewodniczącym MKZ „Mazowsze”, a następnie wiceprzewodniczącym Regionu Mazowsze NSZZ Solidarność ds. socjalnych i współpracy z Kościołem. Był delegatem na I KZD w Gdańsku i od tego zjazdu członek Komisji Krajowej. Wspierał strajk studentów-podchorążych WOSP w Warszawie. Został internowany 13 grudnia 1981. Po zwolnieniu wszystkich internowanych Jaworski został ponownie aresztowany 23 grudnia 1982 jako jeden z siedmiu działaczy związku (Andrzej Gwiazda, Marian Jurczyk, Karol Modzelewski, Grzegorz Palka, Andrzej Rozpłochowski i Jan Rulewski) oskarżanych o próbę obalenia przemocą ustroju PRL. Zwolniony przed terminem na mocy amnestii w lipcu 1984.
Był jednym ze współpracowników ks. Jerzego Popiełuszki. Przewodniczący Solidarności 80 Regionu Mazowsze. 15 maja 1986 został skazany na 2 lata więzienia za wzywanie do bojkotu wyborów. Pod koniec lat 80. XX wieku był przedstawicielem Solidarności Walczącej w Warszawie. W 1989 r. był przeciwnikiem rozmów Okrągłego Stołu.
W 1993 współtworzył powstały z części struktur Solidarności 80, Chrześcijański Związek Zawodowy „Solidarność” im. Ks. Jerzego Popiełuszki, który ostro protestuje przeciwko wyprzedaży kluczowych przedsiębiorstw kapitałowi zagranicznemu. W 1995 był współzałożycielem Ruchu Odbudowy Polski. Pełnił funkcję wiceprezesa tej partii. W 1997 r. bez powodzenia ubiegał się o mandat posła na Sejm w okręgu warszawskim z listy ROP.

## Odznaczenia
11 listopada 1990 został uhonorowany przez prezydenta RP na uchodźstwie Ryszarda Kaczorowskiego Krzyżem Kawalerskim Orderu Odrodzenia Polski, a w 2006, za wybitne zasługi w działalności na rzecz przemian demokratycznych w Polsce, za osiągnięcia w pracy zawodowej i społecznej, prezydent Lech Kaczyński odznaczył go Krzyżem Komandorskim tego orderu. W 2018 otrzymał Krzyż Wolności i Solidarności.